# Dance Hall Crashers
Dance Hall Crashers, souvent abrégé DHC, est un groupe de ska punk américain, originaire de Berkeley, en Californie.

## Biographie
Le groupe est formé en 1989 par deux anciens membres de Operation Ivy, soit Matt Freeman et Tim Armstrong. Cependant, leur implication pour le groupe fut de très courte durée  car tous deux quittèrent quelques mois après. Les autres membres de la formation trouvèrent cela difficile que les deux fondateurs les quittent. Ils décident de se séparer en 1990. Cependant, les deux chanteuses n'abandonnent pas en prenant les commandes et en engageant un nouveau guitariste et un nouveau bassiste soit Jason et Mickey. Ils eurent beaucoup de succès avec leur premier album The Old Record qui était du ska/punk tout à fait inspiré. 
Ils travaillent dur pendant cinq années, et publient enfin un album, intitulé Lockjaw, en 1995,. La même année, leur chanson Enough devient la bande-son du film Angus. Une année plus tard, en 1996, sort l'album Honey I'm Homely, qui n'est pas le meilleur album de la formation. De plus, en 1998, Dance Hall Crashers publient un EP de six chansons, qui est grandement plus apprécié que le précédent, qui se nomme Blue Plate Special. Note qu'ils font une des plus grosses tournées internationale lors de 1997-1998 où on s'aperçoit que beaucoup de monde aimait leur musique[réf. nécessaire]. En 1999, ils lancent leur dernier album, Purr, grandement apprécié du public et de leurs anciens fans. Cet album délaisse un peu le ska pour plus aller vers le punk plus lourd. Bien que le ska soit le style principal des Dance Hall Crashers, l'album est remarquable.
Dance Hall Crashers sont en pause depuis 2004, où ils s'occupent de leur famille plus que de la musique. En août 2005, chacun des membres vit séparément du groupe.